# Glossemàtica
La glossemàtica (del grec γλωσσα, llengua, i mathē aprenentatge) és la teoria gramatical iniciada en 1935 per Louis Hjelmslev i Hans Jørgen Uldall com a derivació de l'estructuralisme. Com aquest, divideix la paraula en significant i significat però afirma que el veritablement lingüístic és la forma, no el contingut mental, que pertany a la realitat. Els lingüistes, doncs, han d'analitzar la forma de la llengua, el més abstractament possible, per a desvincular-la de l'estudi del context, que correspon a altres disciplines. Per a aconseguir-ho han de dividir el discurs en glossemes o unitats mínimes, que poden equivaler a fonemes, morfemes o qualsevol unitat susceptible d'ésser analitzada. També ha d'identificar i reglamentar les relacions establertes entre aquests glossemes, que formen la gramàtica. Aquesta teoria va ser molt influent a l'anomenat cercle de Copenhaguen.